# Tom Boonen
Tom Boonen, belgijski kolesar, * 15. oktober 1980, Mol.
Tom Boonen, ki se odlikuje tako v sprintih kot na klasičnih dirkah, je profesionalec od leta 2002. Prvo sezono je preživel pri US Postalu, v dresu katerega je dosegel tri etapne zmage in 3. mesto na dirki Pariz-Roubaix. Leto zatem je prestopil k Quick Stepu, za katerega nastopa še danes. V profesionalni karieri je zabeležil 64 zmag, od tega štiri na Touru, pet na klasičnih dirkah, leta 2005 je postal svetovni prvak. Po letu 1923, ko je to uspelo Henriju Suterju, je najmlajši kolesar, ki je v eni sezoni zmagal na Dirki po Flandriji in Pariz-Roubaix. V rodni Belgiji velja za naslednika flamskega leva Johana Museewa.
Boonen meri 1.92 m in tehta 80 kg.

## Največji uspehi
| Uvrstitev | Vrsta dirke                                                   | Sezona                   | Država   |
| --------- | ------------------------------------------------------------- | ------------------------ | -------- |
| 1. mesto  | Svetovno prvenstvo, cestna dirka                              | 2005                     | Španija  |
| 1. mesto  | 6 etap na Touru                                               | 2x 2004, 2x 2005,2x 2007 | Francija |
| 1. mesto  | Dirka po Flandriji                                            | 2005, 2006               | Belgija  |
| 1. mesto  | Pariz-Roubaix                                                 | 2005                     | Francija |
| 1. mesto  | 4 dni rumena majica na Touru (NATO PA ODSTOP ZARADI POŠKODBE) | 2006                     | Francija |